# Bảo tàng Vùng đất Czyżewska ở Czyżew
Bảo tàng Vùng đất Czyżewska ở Czyżew (tiếng Ba Lan: Muzeum Ziemi Czyżewskiej w Czyżewie) là một bảo tàng tọa lạc tại số 7 phố Kolejowa, Czyżew, Ba Lan. Bảo tàng Vùng đất Czyżewska ở Czyżew và Bảo tàng Nông nghiệp Cha Krzysztof Kluk ở Ciechanowiec là hai bảo tàng duy nhất ở huyện Wysokomazowiecki của tỉnh Podlaskie.
Bảo tàng bố trí triển lãm bên trong khuôn viên của một ga đường sắt được xây dựng vào cuối thế kỷ 19. Hoạt động của bảo tàng tập trung vào việc thu thập các hiện vật, tài liệu và lời chứng từ khu vực trong lĩnh vực di sản văn hóa, đồng thời cũng giới thiệu các bộ sưu tập của cộng đồng.

## Hoạt động
Bảo tàng Vùng đất Czyżewska ở Czyżew được thành lập vào ngày 21 tháng 9 năm 2014. Các bộ sưu tập của bảo tàng được trưng bày trong bốn căn phòng nhằm giới thiệu lịch sử của khu vực, giới thiệu những người nổi tiếng của vùng Czyżew, tưởng nhớ việc trục xuất cư dân đến Siberia, và giới thiệu lịch sử đường sắt, trong đó có cả lịch sử của tuyến đường sắt Warsaw-St.Petersburg. Ngoài hoạt động triển lãm thường trực về di sản văn hóa của thành phố và khu vực, bảo tàng còn được sử dụng làm nơi tổ chức các cuộc triển lãm tạm thời, hội thảo và giáo dục.